# Eclissi solare del 2 ottobre 1959
L'eclissi solare del 2 ottobre 1959 è un evento astronomico che ha avuto luogo il suddetto giorno attorno alle ore 12.27 UTC.
L'eclissi, di tipo totale, è stata visibile in alcune parti del Nord America (Stati Uniti d'America), dell'Europa, dell'Africa (Ciad, Etiopia, Mali, Mauritania, Niger, Nigeria, Sahara Occidentale, Somalia e Sudan) e dell'Asia.
La durata della fase massima dell'eclissi è stata di 3 minuti e 2 secondi e l'ombra lunare sulla superficie terrestre raggiunse una larghezza di 120 km; Il punto di massima totalità è stato nel deserto del Mali, lontano da ogni centro abitato compreso tra i comuni di Taoudenni e Adjelhoc.
L'eclissi del 2 ottobre 1959 divenne la seconda eclissi solare nel 1959 e la 137ª nel XX secolo. La precedente eclissi solare si è verificata l'8 aprile 1959, la seguente il 27 marzo 1960.

## Osservazioni
L'evento è apparso dopo l'alba locale a Boston, la più grande città della regione del New England degli Stati Uniti. A causa della pioggia, l'eclissi solare totale non è stata vista localmente, ma il cielo è diventato più luminoso dopo la fine della fase dell'eclissi totale.  Alcuni fotografi hanno fotografato l'eclissi solare a in cima all'edificio RCA di New York City ed hanno anche eseguito esposizioni multiple su New York. La successiva eclissi solare totale che sarà visibile a Boston si verificherà il 1 maggio 2079 avverrà ancora poco dopo l'alba locale. L'Università di Utrecht dei Paesi Bassi e un gruppo di osservazione dell'Università di Amsterdam si sono recati all'isola Fuerteventura presso le Isole Canarie per studiare l'evento. L'economista e fisico francese Maurice Allais riscontrò in questa eclissi e in quella del 30 giugno 1954 che la misura della gravità aveva leggere fluttuazioni durante l'osservazione dell'eclissi; questo fenomeno fu successivamente chiamato effetto Allais.

## Eclissi correlate

### Eclissi solari 1957 - 1960
Questa eclissi è un membro di una serie semestrale. Un'eclissi in una serie semestrale di eclissi solari si ripete approssimativamente ogni 177 giorni e 4 ore (un semestre) in nodi alternati dell'orbita della Luna.

### Ciclo di Saros 143
L'evento fa parte del ciclo 143 di Saros, che si ripete ogni 18 anni, 11 giorni, contenente 72 eventi. La serie è iniziata con un'eclissi solare parziale il 7 marzo 1617 e un evento totale dal 24 giugno 1797 al 24 ottobre 1995. Il ciclo comprende eclissi ibride dal 3 novembre 2013 al 6 dicembre 2067 ed eclissi anulari dal 16 dicembre 2085 al 16 settembre 2536. La serie termina al membro 72 con un'eclissi parziale il 23 aprile 2873. La durata più lunga della totalità è stata di 3 minuti e 50 secondi il 19 agosto 1887. Tutte le eclissi di questa serie si verificano nel nodo ascendente della Luna.